# Napoleon Săvescu
Napoleon Săvescu (né le 24 juin 1946) est un médecin généraliste américano-roumain célèbre comme pilier du protochronisme roumain. Il a repris, amplifié et diffusé par internet les théories controversées sur les origines et l'histoire des Daces et des Roumains, initiées par Nicolae Densuşianu dans sa Dacie préhistorique. Il est aussi le fondateur de la Dacia Revival International Society (Société Internationale pour le Renaissance de la Dacie), basée à New-York, et l'organisateur du Congrès annuel de Dacologie, longtemps sponsorisé par le mécène Iosif Drăgan.
Ces théories protochronistes, totalement rejetées par l'Académie roumaine, ont été baptisées « dacomanie » ; leur équivalent au sud du Danube est la « thracomanie » bulgare, elle aussi rejetée par l'Académie bulgare.

## Les Daces ont-ils inventé les civilisations sumérienne et latine ainsi que l'écriture?
Selon l'ensemble des historiens et des linguistes, les Roumains sont les héritiers linguistiques des Thraco-Romains (Thraces romanisés : voir Origine des roumanophones). Mais selon l'école protochroniste dont Napoleon Săvescu est le porte-parole actuel, ils seraient les descendants généalogiques directs des Daces, qui seraient aussi les ancêtres des Latins, tribu dace émigrée en Italie, dont la langue, le latin, serait un dialecte dace... Les historiens et les linguistes, eux, pensent que les descendants directs des Daces restés non-romanisés, à savoir les Carpes, sont les Albanais. L'école protochroniste ne se contente pas d'affirmer que les Daces seraient à l'origine des Latins, mais affirme aussi qu'ils seraient à l'origine de la civilisation sumérienne et aussi du premier alphabet au monde (thèses de Viorica Enăchiuc), et qu'ils auraient conquis, deux mille ans avant notre ère, toute l'Europe occidentale, l'Inde et l'Asie jusqu'au Japon...